# Bufotes siculus
Espèce
Synonymes
- Bufo siculus Stöck, Sicilia, Belfiore, Buckley, Lo Brutto, Lo Valvo & Arculeo, 2008
- Pseudepidalea sicula (Stöck, Sicilia, Belfiore, Buckley, Lo Brutto, Lo Valvo & Arculeo, 2008)

Statut de conservation UICN

 LC  : Préoccupation mineure
Bufotes siculus est une espèce d'amphibiens de la famille des Bufonidae.

## Répartition
Cette espèce est endémique de Sicile en Italie. Elle se rencontre de niveau de la mer à 1 200 m d'altitude. Elle aussi présente dans les îles Favignana et Ustica.

## Description

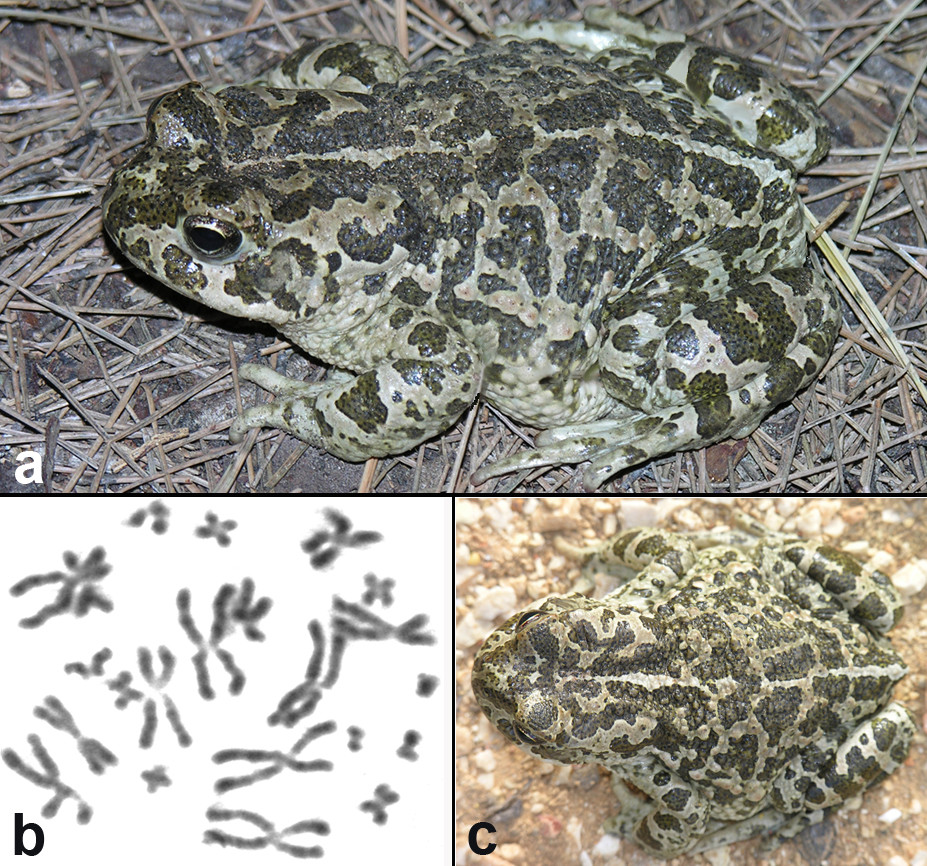
(a & c) Holotype de Bufo siculus (P215, Musée de Terrasini), femelle adulte vivante.
(b) Chromosomes Métaphase somatique d'un paratype (MVZ 250742), de la rivière San Leonardo dans le sud-est de la Sicile, 2n=22 chromosomes.

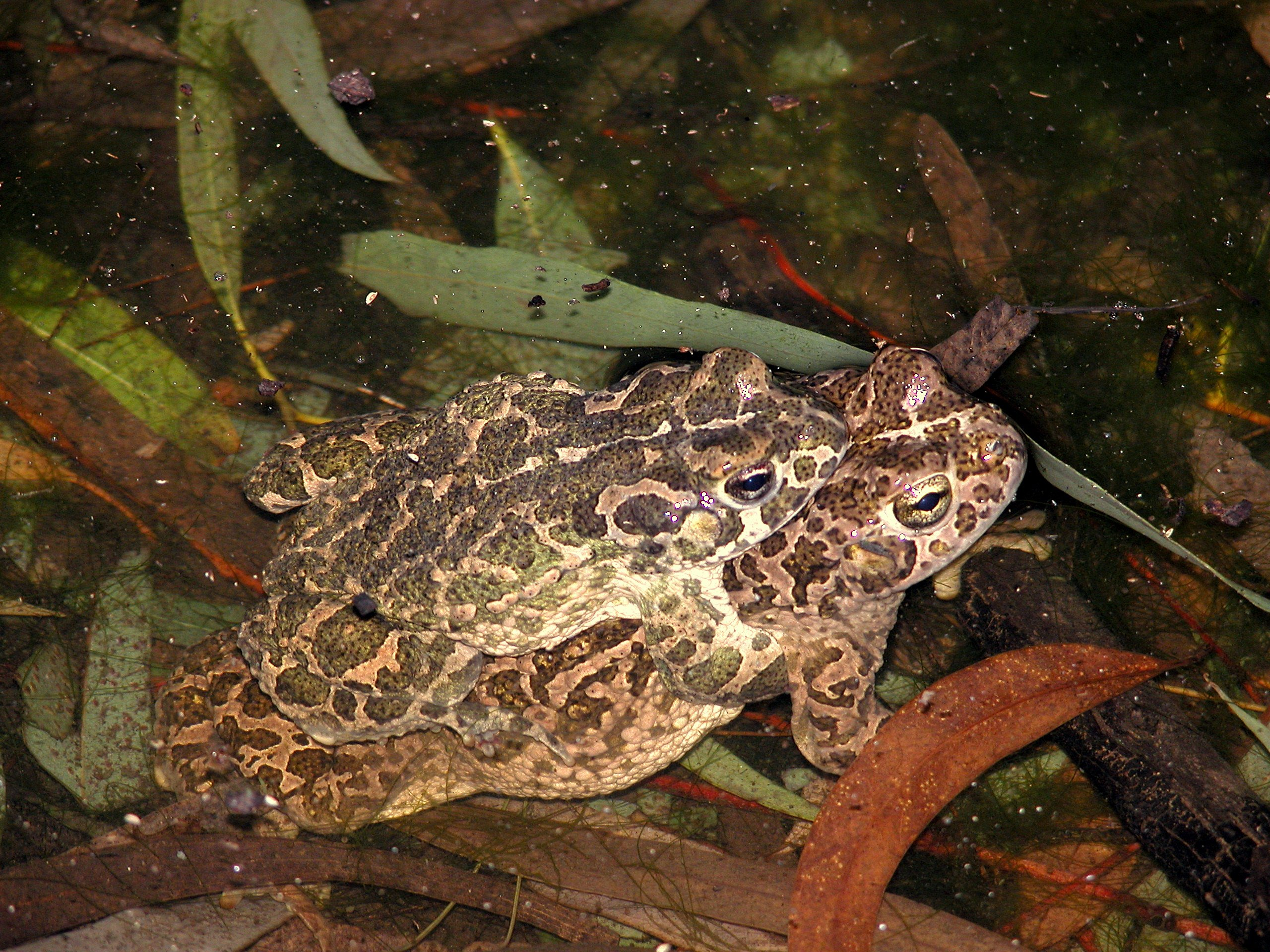
Bufotes siculus

Le mâle mesure 66,5 mm et les femelles de 69,7 à 85,5 mm.

## Étymologie
Son nom d'espèce lui a été donné en référence aux Sicules.

## Publication originale
- Stöck, Sicilia, Belfiore, Buckley, Lo Brutto, Lo Valvo & Arculeo, 2008 : Post-Messinian evolutionary relationships across the Sicilian channel: Mitochondrial and nuclear markers link a new green toad from Sicily to African relatives. BMC Evolutionary Biology, vol. 8, p. 56 (texte intégral).